# Кусавлисай
Заказник «Кусавлисай» (тадж. Мамнӯъгоҳи Кусавлисай) — государственный ботанический заказник на севере Таджикистана. Создан в 1959 году. Площадь 200 квадратных километров (20 тысяч гектаров). Расположен в долине реки Кусавли, правого притока Алтыкуля, на северных склонах западной части Туркестанского хребта, к северу от перевала Шахристан вдоль шоссе Душанбе — Худжанд — Чанак (М34), на территории Шахристанского района Согдийской области. На западе доходит до государственной границы с Узбекистаном, за которой находится Зааминский национальный парк. Абсолютные высоты достигают от 2300 до 2700—3000 метров над уровнем моря. Северный крутой склон Туркестанского хребта очень каменистый. Целью создания заказника является охрана можжевелового лесного массива «Арчевый лес». Растительность представлена тремя видами можжевельника: многоплодным, ложноказацким и полушаровидным. Фауна заказника очень богата. В можжевеловых лесах обитают зайцы-толаи, медведи, кабаны, архары, горные козлы и другие животные. Интродуцирован бухарский олень. Пологие склоны гор и межгорные впадины покрыты хорошо сохранившимся арчевым лесом с примесью жимолости, хвойника (эфедры) и других кустарников. На южных склонах гор значительные заросли шиповника. Травянистая растительность (разнотравно-типчаковый горно-степной комплекс выше арчовников) очень обильна и является хорошей кормовой базой для оленей. В 1975 году в заказник «Кусавлисай» было завезено 13 молодых оленей. В 2006 году заказник стал кандидатом в список всемирного наследия ЮНЕСКО.
Название реки Кусавли по свидетельству старожилов ближайших кишлаков происходит от «куса» — безбородый.